# Fronte Ampio (Uruguay)
Il Fronte Ampio (in spagnolo Frente Amplio) è una coalizione uruguaiana e movimento politico di sinistra, con sede a Montevideo.
Fu fondato il 5 febbraio 1971. Uno dei suoi principali promotori fu l'architetto Juan Pablo Terra. Integra gli storici partiti della sinistra: Partito Socialista dell'Uruguay, Partito Comunista dell'Uruguay e Partito della Democrazia Cristiana dell'Uruguay, oltre ad altre organizzazioni minori di sinistra e persino alcuni gruppi dissidenti di partiti non di sinistra: blancos (Movimento Popolare Fronteampista di Francisco Rodríguez Camusso, Patria Grande con Enrique Erro) e colorados (Movimento Proclamazione con Alba Roballo, Per il Governo del Popolo con Zelmar Michelini e Hugo Batalla). Successivamente alla coalizione si è aggiunto il Movimiento de Participación Popular, creato da ex membri del movimento Tupamaros.
Attuale presidente è Fernando Pereira Kosec.

## Storia
Presentò alla cittadinanza la formula Líber Seregni e Juan José Crottogini (presidente e vicepresidente) alle elezioni del 1971. Raccolse il 18,3% dei voti validi scrutinati, ottenendo il terzo posto nelle elezioni che furono accusate di frode dal Partito Nazionale, che perdette con un margine dello 0,2%. In seguito al colpo di Stato del 27 giugno 1973 viene proscritta e repressa assieme alle forze politiche e partiti che la formavano. Il suo leader di allora, Líber Seregni, viene incarcerato.
Nelle prime elezioni dopo il ritorno alla democrazia, nel 1984, ottiene il 22,1% dei voti. Ciò avvenne nonostante il fatto che a Liber Seregni, in seguito alla sua liberazione, era stato inibito politicamente di partecipare come candidato. I candidati alla presidenza e vice-presidenza furono rispettivamente Juan José Crottogini e José D'Elia.
Alle elezioni nazionali del 1989 i candidati furono el Gral. Seregni ed el Cr. Danilo Astori. Il Frente Amplio ottenne solo il 23% dei voti, anche se alle elezioni dipartimentali del 1989 il candidato frentista Tabaré Vázquez risulta eletto titolare dell'Intendencia Municipal de Montevideo, carica dalla quale riuscirà ad affermarsi come leader del partito, e candidato presidenziale della coalizione di sinistra per le elezioni del 1994 e 1999.
Nelle elezioni nazionali del 1994 il Frente Amplio formò una coalizione con differenti gruppi, chiamandosi allora Encuentro Progresista - Frente Amplio.
Nel 2004 formò una nuova coalizione con Nuevo Espacio, che prese il nome di Encuentro Progresista - Frente Amplio - Nueva Mayoria. La stessa uscì trionfante dalle elezioni presidenziali dello stesso anno con il 50,7% dei voti. In seguito a queste elezioni, ed essendo il partito di governo, tutti i gruppi del Encuentro Progresista così come il Nuevo Espacio convergono nel Frente Amplio, accettandone l'ingresso nel Plenario Nacional del FA del 19 de novembre 2005. 
Alle elezioni generali in Uruguay del 2009 il candidato presidenziale è José Mujica, l'ex ministro dell'Agricoltura (2005-2008) e come candidato alla vicepresidenza l'ex ministro dell'Economia Danilo Astori. Al primo turno la formula presidenziale ottiene il 48% dei voti e la maggioranza in entrambe le camere, ma è necessario ricorrere al ballottaggio, il 29 novembre, contro l'ex presidente e candidato della coalizione di destra Luis Alberto Lacalle. Al secondo turno la formula presidenziale ottiene il 53% dei voti e governerà per il periodo 2010-2015.

## Partiti membri
| Partito                             | Leader            |
| ----------------------------------- | ----------------- |
| Movimiento de Participación Popular | Lucía Topolansky  |
| Partito Socialista dell'Uruguay     | Mónica Xavier     |
| Partito Comunista dell'Uruguay      | Juan Castillo     |
| Partito Democratico Cristiano       | Héctor Lescano    |
| Assemblea Uruguay                   | Danilo Astori     |
| Partito per la Vittoria del Popolo  | Luis Puig         |
| Alleanza Progressista               | Rodolfo Nin Novoa |
| Nuovo Spazio                        | Rafael Michelini  |
| Versante Artiguista                 | Daoiz Uriarte     |
| Ir                                  | Macarena Gelman   |
| CAP-L                               |                   |
| Partito Operaio Rivoluzionario      | Raúl Campanella   |
| Partito Socialista dei Lavoratori   |                   |
| Movimento 26 di Marzo               | Eduardo Rubio     |
| Corrente Popolare                   | Carlos Pita       |
| Lega Federale Fronteampista         | Darío Pérez       |
| Corrente di Sinistra                | Helios Sarthou    |

## Presidenti
- Líber Seregni  (1971–1994)
- Tabaré Vázquez (1994–2004)
- Jorge Brovetto (2004–2012)
- Mónica Xavier  (2012–2015)
- Javier Miranda (2016–2021)
- Ricardo Ehrlich e María José Rodríguez (2021–2022; coordinatori)
- Fernando Pereira (dal 2022)

## Risultato delle elezioni interne
Le elezioni interne al EP-FA-NM hanno dato il seguente esito:
| Lista         | Voti 2004               | % 2004               | Voti 2006 | % 2006 |
| ------------- | ----------------------- | -------------------- | --------- | ------ |
| 609           | 148.426                 | 33,18                | 69.187    | 32,92  |
| 2121          | 40.741                  | 9,11                 | 29.626    | 14,09  |
| 90            | 79.090                  | 17,68                | 28.799    | 13,70  |
| 1001          | 26.569                  | 5,94                 | 20.960    | 9.97   |
| 738           | 37.628                  | 8,41                 | 15.069    | 7,17   |
| 77            | 34.536                  | 7,72                 | 14.786    | 7,03   |
| 99000         | 30.762                  | 6,88                 | 9.753     | 4.64   |
| 5271-326      | 5.233(5271)+12.175(326) | 1,17(5271)+2,72(326) | 8.015     | 3.81   |
| 711           |                         |                      | 5.042     | 2,40   |
| 1813          | 7.425                   | 1,66                 | 4.253     | 2,02   |
| 1971(Esp. Fr) |                         |                      | 1.378     | 0,66   |
| 9393          | 2.354                   | 0,53                 | 715       | 0,34   |
| 5205          | 198                     | 0,04                 | 532       | 0,25   |
| 1968          | 387                     | 0,09                 | 435       | 0,21   |
| 871           | 371                     | 0,08                 | 412       | 0,20   |
| 1303          | 8.776                   | 1,96                 |           |        |
| 567           | 2.664                   | 0,64                 |           |        |
| 11815         | 86                      | 0,02                 |           |        |
| 2571          | 23                      | 0,01                 |           |        |
| \| Totale: \| | 447.313                 |                      |           |        |
| Totale:       |                         |                      |           |        |